# Македонска патриотична организация „Охрид“ (Менсфийлд)
Македонската патриотична организация „Охрид“ е секция на Македонската патриотична организация в Менсфийлд, Охайо, САЩ. Основана е на 6 август 1926 година по инициатива на братя Чокреви и в присъствието на Йордан Чкатров и 60 делегати. За пръв председател е избран Иван Чокрев. Организацията скоро набира около 200 души членска маса и поддържа българско училище с главен учител Иван Илиев. През 1929 година към организацията е формирана и женска секция, а знамето на организацията е осветено през 1927 година.